# 1925年ドイツ大統領選挙
1925年ドイツ大統領選挙（1925ねんドイツだいとうりょうせんきょ、ドイツ語: Reichspräsidentenwahl 1925）は、ドイツ国（ヴァイマル共和政）で1925年に行われた大統領（第2期）を選出する選挙である。

## 概要
1925年2月25日に急死したフリードリヒ・エーベルト大統領の後任を選出するための選挙（エーベルトは共和制ドイツの初代大統領で議会の選挙で選出された）。
最初の投票は1925年3月29日に行われ、どの候補も過半数の得票を得られなかったので、中央党のヴィルヘルム・マルクス、無所属保守派のパウル・フォン・ヒンデンブルク、ドイツ共産党のエルンスト・テールマンの間での決選投票が同年4月26日に行われた。この結果、パウル・フォン・ヒンデンブルクが相対的多数の票を得て当選した。
第1回の投票では、当選には過半数が必要であるが、第2回では最多得票者が当選できる。第1回の候補者でなくとも、第2回の投票に候補者として立候補できる。

## 候補者一覧
| No. | 候補者名                       | 政党名           | 備考                                                             |
| --- | ------------------------------ | ---------------- | ---------------------------------------------------------------- |
| 1   | ヴィルヘルム・マルクス         | 中央党           | ドイツの元首相。                                                 |
| 2   | オットー・ブラウン             | ドイツ社会民主党 | 元プロイセン州首相。                                             |
| 3   | カール・ヤレス                 | ドイツ人民党     | デュースブルク市長。国家人民党も支援。                           |
| 4   | エルンスト・テールマン         | ドイツ共産党     | ドイツ共産党党首。                                               |
| 5   | ヴィリー・ヘルパッハ           | ドイツ民主党     | バーデン州首相。                                                 |
| 6   | ハインリヒ・ヘルト             | バイエルン人民党 | バイエルン州首相。                                               |
| 7   | エーリヒ・ルーデンドルフ       | ドイツ民族自由党 | ドイツの元参謀次長。ナチスも支援した。                           |
| 8   | パウル・フォン・ヒンデンブルク | 無所属           | ドイツの元参謀総長。タンネンベルクの英雄、第二回投票にのみ参加。 |

## 第1回投票
第1回投票で当選するには、絶対的多数つまり過半数での得票が必要であったがどの候補も過半数獲得はできなかった。
| 当落 | 得票数                                                               | 得票率                                              | 候補者 | 所属政党                                                                   | 支援・推薦政党  |
| ---- | -------------------------------------------------------------------- | --------------------------------------------------- | --- | -------------------------------------------------------------------------- | --------------- |
| × ×  | 10,416,658 7,802,497 3,887,734 1,871,815 1,568,398 1,007,450 285,793 | 38.80％ 29.00％ 14.50％ 7.00％ 5.80％ 3.70％ 1.10％ | カール・ヤレス オットー・ブラウン ヴィルヘルム・マルクス エルンスト・テールマン ウィリ・ヘルパッハ ハインリヒ・ヘルト エーリヒ・ルーデンドルフ | 人民党 社会民主党 中央党 共産党 民主党 バイエルン人民党 タンネンベルク同盟 | 国家人民党 なし |

## 第2回投票
第1回の投票の結果を受けて、社会民主党、中央党、民主党（ヴァイマル連合）の3党は、統一候補を立てることで合意し、得票数が多いブラウンより元首相で知名度の高いマルクスの方が有利と判断し、マルクスを統一候補に決定した。一方国家人民党などの右派勢力は、ヴァイマル連合が団結するのを恐れて、より選挙に有利な候補を求めてすでに引退していた元参謀総長で国民的英雄のヒンデンブルクに出馬要請を行った。ヒンデンブルクは当初、オランダにいた元ドイツ皇帝ヴィルヘルム2世に遠慮して出馬を拒んだが、ヴィルヘルム2世からの許可が下りると第2回大統領選挙に出馬の意思を固めた。バイエルン人民党は、同じカトリックの中央党と友党関係にあり（両党とも元は1つの政党）、カトリックのマルクスを支援すると思われていたが、党内の保守層に押されてプロテスタントのヒンデンブルク（ちなみに祖先にマルティン・ルターがいる）の支持に回った。ナチ党などの国粋主義の諸勢力は第1回投票ではルーデンドルフを支持したが、ヒンデンブルクの支持に鞍替えした。共産党はヴァイマル連合との協力はせず、テールマンが再び出馬した。
| 当落  | 得票数                          | 得票率                 | 候補者                                                                       | 所属政党             | 支持政党                                                             |
| ----- | ------------------------------- | ---------------------- | ---------------------------------------------------------------------------- | -------------------- | -------------------------------------------------------------------- |
| ○ × × | 14,655,641 13,751,605 1,931,151 | 48.30％ 45.30％ 6.40％ | パウル・フォン・ヒンデンブルク ヴィルヘルム・マルクス エルンスト・テールマン | 無所属 中央党 共産党 | 国家人民党・人民党・ナチ党・バイエルン人民党 社会民主党・民主党 なし |

## その他
- 共産党が第1回投票はまだしも第2回投票にまでテールマンを立候補させたことは、「左派勢力の票を割ってヒンデンブルクを助けた」と批判され、社会民主党と共産党の間で遺恨となった。テールマンの票をマルクスに加えればヒンデンブルクを上回り、政策的距離からしてテールマンに投票する層がマルクスよりヒンデンブルクを選ぶことは考えにくいため、この批判にはもっともな面があった。
- 国防大臣を1920年から1928年まで務めたオットー・ゲスラーが、エーベルトの死亡した際、後任候補に名乗りを上げたが、シュトレーゼマンの反対にあい断念した。

## 参考書籍
- 林健太郎「ワイマル共和国」中公新書
- Ｅ・コルプ作、柴田敬二訳「ワイマル共和国史」